# Yunfu
Yunfu (uitgesproken als [yun-foe]) is een prefectuur in het oosten van de Chinese provincie Guangdong aan de grens van de provincie Guangxi. Bij de volkstelling van 2020 had Yunfu 2.383.350 inwoners.

## Geografie
Yunfu ligt ten zuiden van Zhaoqing, ten westen van Foshan, ten zuidwesten van Jiangmen, ten noorden van Yangjiang, ten noordoosten van Maoming en ten oosten van de Zhuang autonome regio Guangxi.
Yunfu bestaat uit een district, een stadsarrondissement en drie arrondissementen:
- Yuncheng (Kanton) (云城区)
- Luoding (罗定市)
- Xinxing (新兴县)
- Yu'nan (郁南县)
- Yun'an (云安县)